# Etienne de Gonneville
Etienne de Gonneville är en fransk diplomat som sedan 9 september 2020 är Frankrikes ambassadör till Stockholm.

## Biografi
De Gonneville studerade vid Sciences Po och Sorbonneuniversitetet i Paris. Efter sin examen inledde han en karriär som diplomat. Han har haft flera positioner i ministeriet för Europa- och utrikesfrågor, i ministeriet för strategi, säkerhet och nedrustning, samt i ministeriet för Asien och Oceanien. Som diplomat har han även varit verksam i Iran (mellan 2000 och 2003), i USA (mellan 2006 och 2020) samt i Vietnam (mellan 2010 och 2013).
Från maj 2017 var han senior rådgivare i strategiska och kontinentaleuropeiska frågor till den franska presidenten Emmanuel Macron. 9 september 2020 tillträdde han som Frankrikes ambassadör till Stockholm.